# 1999 في الأردن
فيما يلي قوائم الأحداث التي وقعت خلال عام 1999 في الأردن.

## سياسة

### تعيين في المنصب
- 7 فبراير – عبد الله الثاني بن الحسين ملك الأردن  [لغات أخرى]‏.

### انتهاء فترة المنصب
- 7 فبراير – الحسين بن طلال ملك الأردن  [لغات أخرى]‏.

## برامج ومسلسلات وأنمي
- عرس الصقر

## وفيات

### فبراير
- 7 فبراير – الحسين بن طلال (مواليد 1935) ملك المملكة الأردنية الهاشمية الثالث.
- 26 فبراير – سميحة خليل (مواليد 1923) سياسية فلسطينية.